# Тур Хеєрдал
Тур Хеєрда́л  або Геєрда́л (норв. Thor Heyerdahl, МФА: [tuːr ˈhæiəɖɑːl]; 6 жовтня 1914, Ларвік, Норвегія — 18 квітня 2002, Колла-Мікері, Італія) — норвезький етнолог та мандрівник, дослідник культури та походження різних народів світу: полінезійців, індіанців, жителів острова Пасхи, популяризатор науки, письменник. Здійснив кілька сміливих мандрівок на копіях стародавніх суден. Однак в академічних колах не припиняється дискусія щодо наукової цінності відкриттів Хеєрдала.

## Життєпис

### Кон-Тікі

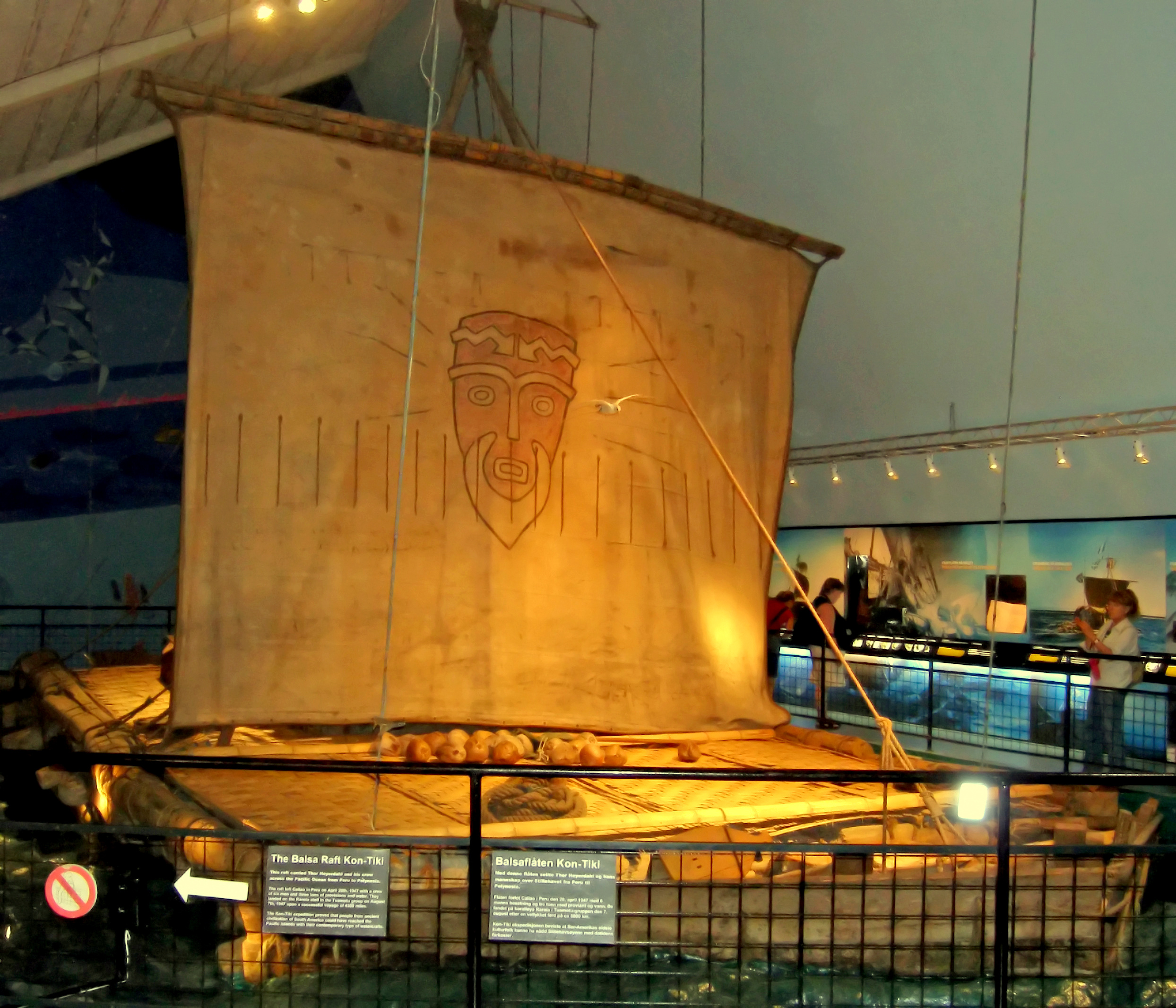
Пліт «Кон-Тікі» в музеї «Кон-Тікі»

Плавання на Кон-Тікі Тур Хеєрдал здійснив 1947 року, чим довів свою ж гіпотезу про те, що Полінезію могли заселити індіанці Південної Америки, які в стародавні часи здійснювали подорожі на великі відстані вздовж тихоокеанського узбережжя на бальсових плотах.
Тур Хеєрдал збудував копію старовинного інкського судна із бальси, яке на честь одного із богів інків було назване «Кон-Тікі». Проєкт частково фінансувався військово-морським відомством Сполучених Штатів Америки, яке у післявоєнні роки було зацікавлене в подальших випробовуваннях новітньої техніки та харчових продуктів у натуральних умовах. Разом із п'ятьма іншими мандрівниками та дослідниками (усі зі Скандинавії) він виплив із порту Каяо в Перу, а приблизно за сто днів їхній пліт розбився об бар'єрний риф поблизу атолу Рароя. Усі мандрівники залишилися живими та випливли на ненаселений острів-атол. За кілька днів їхній радіосигнал почув радіолюбитель, який розповсюдив інформацію про їхній порятунок. Першими мандрівників знайшли та прийняли як почесних гостей аборигени Полінезії.
За мотивами подорожі Тур Хеєрдал видав 1947 року книгу «Подорож на Кон-Тікі», яка здобула велику популярність і була перекладена на 66 мов світу.
Однак ні до, ні після подорожі гіпотезу Хеєрдала про заселення островів Полінезії вихідцями з Південної Америки в наукових колах не сприйняли серйозно. На сьогодні за результатами ДНК-аналізів її вважають помилковою.

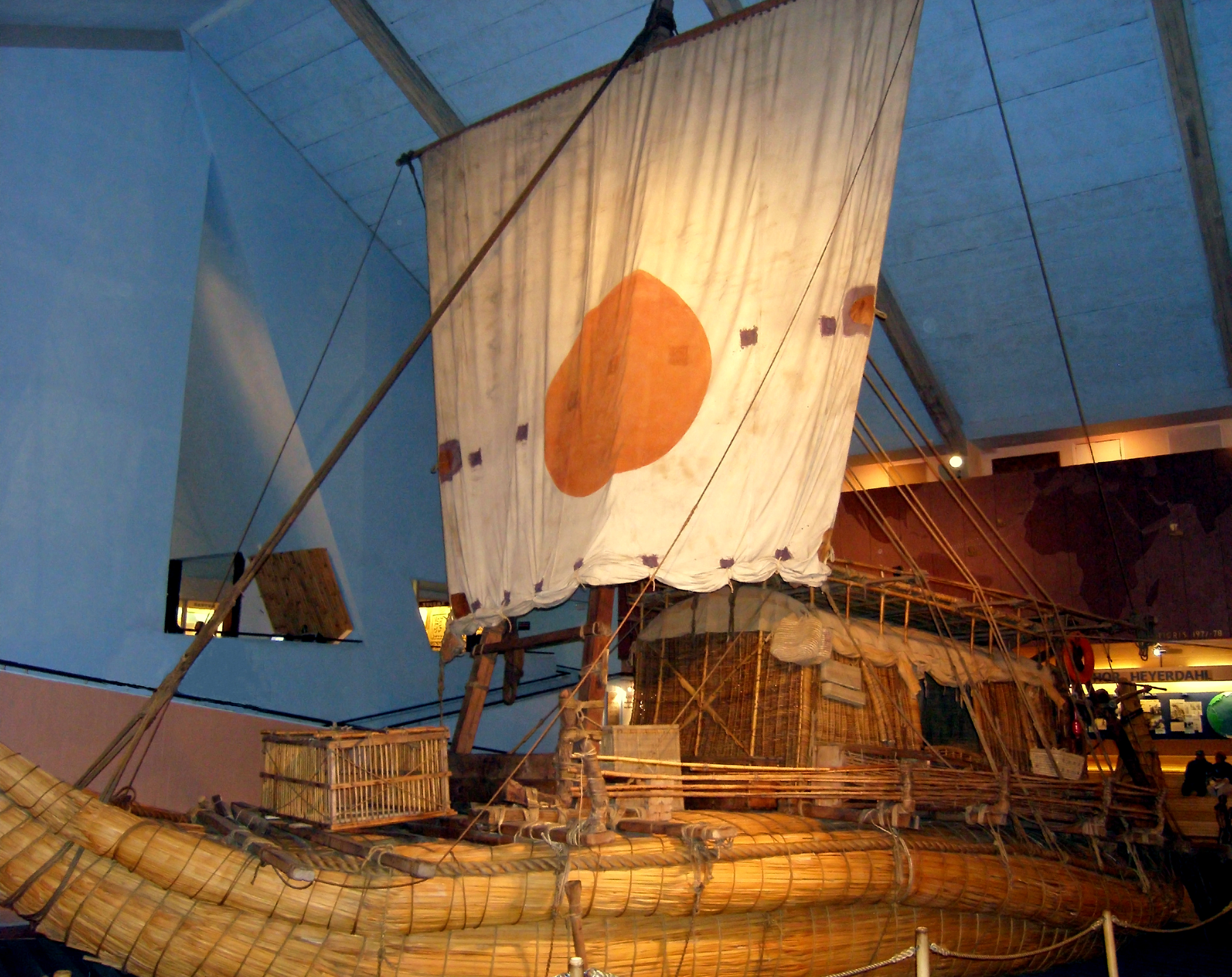
Ра-II, Музей Кон-Тікі, Осло, Норвегія

### Ра та Ра-ІІ
Вже всесвітньо відомий, Тур Хеєрдал домовився з видавцями, що в кредит під книгу він здійснить подорож на очеретяному човні, збудованому з папірусу на кшталт давньоєгипетських суден від Середземного моря до Латинської Америки. Подорож мала на меті довести принаймні потенційну можливість зв'язків різних материків у минулому. Цього разу він вирішив набрати до команди людей із різних країн, дотичних до історії та культури стародавніх мореплавців. Тому серед членів міжнародного екіпажу були мексиканець, ефіоп, єгиптянин тощо. А наостанок Хеєрдал запропонував двом найбільшим супердержавам світу — СРСР та США — знайти для дослідницької та миротворчої місії ще по одному члену екіпажу. Одним із них став полярник і лікар Юрій Сенкевич.
Судно було побудовано з папірусу в Єгипті за старовинними кресленнями та малюнками на пірамідах та пам'ятниках Стародавнього Єгипту. Майстри використали досвід із місць, де досі рибалять із використанням папірусних човнів: Чаду та Ефіопії. Проте недотримання майстрами старовинних схем давніх єгиптян призвело до поступового просідання корми судна під час плавання через наповнення порожнин у стеблах водою, тому експедицію було терміново припинено.
Через деякий час було збудовано новий човен, на цей раз з очерету тотора з південноамериканського озера Тітікака. Човен будували майстри з південноамериканської народності Аймара, яких Тур Хеєрдал привіз для будівництва човна на узбережжя Марокко. Цього разу човен, збудований із урахуванням недоліків попередньої спроби, доплив до острова Барбадос у Карибському морі, чим довів імовірність контактів давніх цивілізацій Старого та Нового Світів.

### Тигріс

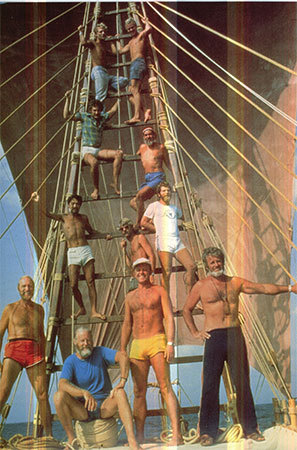
Команда Тигріса

У 1977-78 роках Тур Хеєрдал разом з міжнародною командою взявся перевірити ще одне припущення: чи могли шумерські мореплавці здійснювати морські подорожі по Індійському океану? У давніх табличках згадувалися далекі центри торгівлі — Дільмун, Макан і Мелухха. В Іраці, використовуючи технології місцевих арабів, він зв'язав з очерету корабель Тигріс і вийшов на ньому через Перську затоку до Бахрейну, яку він вважав Дільмуном. Потім він відвідав стародавні мідні копальні в Омані, які згідно з його припущенням були Маканом. Тигрис дійшов до Пакистану, де вони відвідали руїни Індської цивілізації, яка можливо була Мелуххою, оскільки звідти постачали слонову кістку. З Пакистану вони перетнули індійський океан і почали підходити до Африки. Політична ситуація у тому регіоні була напруженою. В Сомалі почалася війна, Південний Ємен закрив свої води для іноземних човнів. У такій ситуації човен направився у Джибуті — єдину країну, що зберігала тут нейтралітет. Команда вирішила спалити човен у знак протесту проти воєн, що відбуваються.

### Подальша діяльність
Найбільшої критики Тур Хеєрдал зазнав наприкінці життя за свою гіпотезу про походження скандинавів з району Азовського моря за результатами власних археологічних розкопок 2000—2001 років в околицях міста Азова у Російській Федерації. Його називали шоуменом і недоучкою. Однак все ж Хеєрдал є одним з найсміливіших та найвідоміших мандрівників XX сторіччя. У Норвегії його визнано «людиною тисячоліття» (людиною минулого тисячоліття названо вікінга Еріка Рудого). Попри несприйняття його імені в академічних колах, Хеєрдал є видатним популяризатором науки.
На честь Тура Хеєрдала названо астероїд 2473 Хеєрдал.

## Друковані книги і статті
- «У пошуках раю» (1938)
- «Фату-Хіва: повернення до природи»
- «Кон-Тікі»
- «Аку-Аку» (1958)
- Острів Пасхи: розгадана таємниця
- Експедиція на «Ра»
- «Мальдівська загадка»
- В пошуках Одіна. За слідами нашого минулого

### Видано українською
- Аку-Аку: Таємниця острова Пасхи / Т. Хейєрдал; Пер. з норв. О. Д. Сенюк. — К.: Молодь, 1959. — 328 с. — (Б-ка пригод та наукової фантастики).
- Подорож на «Кон-Тікі» / Т. Хейєрдал; Пер. з норв. Г. Крижанівського, А. Іваненко; Передм. С. Обручова. — К.: Рад. письменник, 1956. — 348 с.
- Тур Геєрдал. Фату-Хіва. Назад до природи / пер. з норв. Ірини Сабор. —  Тернопіль: Видавництво «Крок», 2017. — 410 с.[7][8]
- Тур Геєрдал. Експедиція Кон-Тікі / пер. з норв. Н.Іваничук. —  Тернопіль: Видавництво «Крок», 2017. — 356 с.[9]
- Післямова: у кільватері Кон-Тікі. — Тернопіль: Видавництво «Крок», 2017. Переклала Наталя Іліщук

### Про Тура Геєрдала
У кінематографі
- Кон-Тікі — історичний фільм 2012 року, присвячений експедиції Тура Хеєрдала на плоті «Кон-Тікі» у 1947 році[10].
- Кон-Тікі — документальний фільм Тура Хеєрдала 1950 року про експедицію Кон-Тікі, яку очолив Тур Хеєрдал в 1947 році.

У літературі
- Балушок В. Пам'яті Тура Хеєрдала // Нар. творчість та етнографія. — 2002. — № 5—6. — С. 123—124
- Феєрія пригод Тура Хейєрдала / Ю.Косинська, О.Крук. — К.: Мандри, 2013. — 240 с.